# Valerie Foushee
Valerie Jean Foushee, nata Paige (Chapel Hill, 7 maggio 1956), è una politica statunitense, membro della Camera dei Rappresentanti per lo stato della Carolina del Nord dal 2023.

## Biografia
Prima di sei figli, Valerie Paige nacque da genitori adolescenti e per tutta la durata dell'istruzione elementare subì la segregazione scolastica. Si iscrisse all'Università della Carolina del Nord a Chapel Hill, poi interruppe gli studi per sposare il marito Stan Foushee e in seguito lavorò per oltre vent'anni come personale amministrativo presso il dipartimento di polizia locale. Due mesi dopo il pensionamento, Valerie Foushee conseguì la laurea, avendo ripreso gli studi interrotti in gioventù.
Nel 1997 fu eletta all'interno del consiglio scolastico di Chapel Hill-Carrboro. Nel 2004 divenne la prima donna afroamericana eletta all'interno del Consiglio dei Commissari della contea di Orange, di cui fu presidente tra il 2008 e il 2010.
Nel 2012 venne eletta con il Partito Democratico alla Camera dei rappresentanti della Carolina del Nord, la camera bassa della legislatura statale. Pochi mesi dopo, venne scelta per succedere ad una collega dimissionaria nella camera alta, il Senato della Carolina del Nord. Fu rieletta prestando servizio nell'assemblea per i successivi dieci anni.
Nel 2022 si candidò alla Camera dei Rappresentanti nazionale per il seggio lasciato dal deputato di lungo corso David Price. Si aggiudicò le primarie democratiche battendo sette candidati tra cui il cantante Clay Aiken e successivamente vinse le elezioni generali con il 66,9% delle preferenze, divenendo deputata.
Ideologicamente, Valerie Foushee si configura come progressista.